# Четин Алп
Четин Алп Кючукарслан (тур. Çetin Alp Küçükarslan), известный также как Четин Алп (тур. Çetin Alp; 21 июня 1947, Малатья — 18 мая 2004, Стамбул) — турецкий певец, представитель Турции на конкурсе песни Евровидение 1983.

## Биография
Музыкальную карьеру начал в 1979 году с участия в национальном отборочном туре на конкурс песни Евровидение. Занял на нём только пятое место. 
Через четыре года ему удалось представить Турцию на Евровидении с песней «Opera» (рус. «Опера»), после того, как он выиграл национальный отбор. На конкурсе, проходившем в Мюнхене (Германия) певец выступал вместе с группой «The Short Waves». Выступление прошло крайне неудачно. Не набрав ни одного балла (вместе с Ремедиос Амайя), Четин финишировал последним.
Конкурсная композиция получила большую долю негативной критики. Многие называли её «музыкальным кошмаром», хотя сам Четин Алп уверял, что песня имеет большую популярность в Балканских странах и США. 
За всю жизнь ему так и не удалось избавиться от клейма «худшего участника Евровидения». Например, в Турции его имя до сих пор ассоциируется с нашумевшей «Оперой». Негативные отзывы об исполнителе и семейные обязательства заставили его покинуть музыкальную карьеру.
Перед проведением очередного конкурса Евровидение, проходившего в Турции в 2004 году, Алп был приглашён на вечеринку участников конкурса от Турции, однако отказался из-за трагедии, произошедшей в его семье — накануне у него умерла дочь. Уже через несколько дней от сердечного приступа умер и сам Четин, оставив после себя жену и сына. На его похоронах присутствовали многие видные деятели турецкой эстрады.

## Синглы
- Çek Çek (1979)
- İğne Değmemiş (1979)
- Günah Bize (1980)
- Meçhul Karanlık (1981)
- Elveda (1982)
- Son Defa Görsem (1982)
- Sana Ne Olmuş (1983)
- Opera (1983)